# Comuna de Mykanów
Mykanów (polaco: Gmina Mykanów) é uma gminy (comuna) na Polónia, na voivodia de Silésia e no condado de Częstochowa. A sede do condado é a cidade de Mykanów.
De acordo com os censos de 2004, a comuna tem 13 759 habitantes, com uma densidade 97,8 hab/km².

## Área
Estende-se por uma área de 140,64 km², incluindo:
- área agrícola: 82%
- área florestal: 11%

## Demografia
Dados de 30 de Junho 2004:
|                      | Total   | Total | Mulheres | Mulheres | Homens  | Homens |
| -------------------- | ------- | ----- | -------- | -------- | ------- | ------ |
|                      | pessoas | %     | pessoas  | %        | pessoas | %      |
| População            | 13 759  | 100   | 6908     | 50,2     | 6851    | 49,8   |
| Densidade (pop./km²) | 97,8    | 100   | 49,1     | 49,1     | 48,7    | 48,7   |

De acordo com dados de 2002, o rendimento médio per capita ascendia a 1221,03 zł.

## Subdivisões
- Adamów, Borowno, Cykarzew Północny, Czarny Las, Grabowa, Jamno, Kokawa, Kuźnica Kiedrzyńska, Kuźnica Lechowa, Lubojna, Łochynia, Mykanów, Nowy Broniszew, Nowy Kocin, Osiny, Radostków, Rusinów, Rybna, Stary Broniszew, Stary Cykarzew, Stary Kocin, Wierzchowisko, Wola Hankowska.

## Comunas vizinhas
- Częstochowa, Kłobuck, Kłomnice, Kruszyna, Miedźno, Nowa Brzeźnica, Rędziny